# 札幌国際ハーフマラソン
札幌国際ハーフマラソン大会（さっぽろこくさいハーフマラソンたいかい）は、2012年まで毎年7月上旬に開催されていた陸上競技大会である。

## 解説
この大会は世界ハーフマラソン選手権（旧世界ロードランニング選手権）の代表選手選考を兼ねていた。
北海道札幌市の札幌市円山競技場発着で札幌市内を縦断し、白石区内の東札幌3条5丁目折り返しのコースで行われた。気候的にもコース的にも好タイムが出やすい大会として知られ、また夏季に行われるハーフマラソンの大会としては数少ないもので、男子のジュマ・イカンガー、女子の高橋尚子、野口みずき、リディア・シモン、キャサリン・ヌデレバ等といった国内外の一流選手が参戦したレースとしても知名度が高い大会でもあった。
さらに従来から箱根駅伝を目指す大学生が多数参加していたが、2005年より同時期に開催されていた日本学生陸上競技対校選手権大会（日本インカレ）のハーフマラソン種目がなくなったことから、多くの学生の参加があった。

## 歴史
1958年に北海タイムス主催の「タイムスマラソン」として始まった。
1974年の第17回より距離が30kmに短縮され、「タイムスマラソン30kmロードレース」に改称。これより北海タイムス関連の放送局であった札幌テレビ放送（STV）制作で日本テレビ系列全国放送が開始され、これが同系列としては初のロードレース中継となった。1980年には日本テレビも制作に関与し、舛方勝宏や倉持隆夫が実況を担当した。
1987年（同年より北海道マラソンが開催）の第30回よりハーフマラソン形式となり、「タイムス国際ハーフマラソン」になるが、第32回を最後に北海タイムスが経営難のため降板。1990年の第33回より「札幌国際ハーフマラソン」に改称。主催新聞社は北海タイムス商標権を取得した読売新聞社となる。
2012年12月27日に行われた大会組織委員会で、第55回大会を最後に打ち切りとなることが決定した。
その後、2021年5月5日に東京オリンピックテスト大会として『札幌チャレンジハーフマラソン』が行われ、札幌市内におけるハーフマラソン国際大会としては9年ぶりの復活となった。放送も札幌テレビ制作協力により日本テレビ系列で生中継された。

## 歴代優勝者

### 男子
| 回 | 年     | 氏名                   | 所属                       | 記録          |
| -- | ------ | ---------------------- | -------------------------- | ------------- |
| 30 | 1987年 | 渋谷俊浩               | 雪印乳業                   | 1時間05分40秒 |
| 31 | 1988年 | ジュマ・イカンガー     | タンザニア                 | 1時間03分22秒 |
| 32 | 1989年 | ジュマ・イカンガー     | タンザニア                 | 1時間02分56秒 |
| 33 | 1990年 | ジュマ・イカンガー     | タンザニア                 | 1時間03分56秒 |
| 34 | 1991年 | 早乙女等               | 日本電気                   | 1時間04分39秒 |
| 35 | 1992年 | 実井謙二郎             | MDI                        | 1時間02分59秒 |
| 36 | 1993年 | ルケツ・スワルトブーイ | ナミビア                   | 1時間02分02秒 |
| 37 | 1994年 | タデッセ・ゲブレ       | テクモ                     | 1時間04分29秒 |
| 38 | 1995年 | ステファン・マヤカ     | 山梨学院大学               | 1時間01分43秒 |
| 39 | 1996年 | ステファン・マヤカ     | ダイエー                   | 1時間02分02秒 |
| 40 | 1997年 | ステファン・マヤカ     | ダイエー                   | 1時間03分57秒 |
| 41 | 1998年 | エリック・ワイナイナ   | コニカ                     | 1時間02分56秒 |
| 42 | 1999年 | ジョン･カーニー        | 平成国際大学               | 1時間01分32秒 |
| 43 | 2000年 | ラバン･カギカ          | NKK                        | 1時間02分16秒 |
| 44 | 2001年 | ジェームス・ワイナイナ | スズキ                     | 1時間01分52秒 |
| 45 | 2002年 | サムエル・カビル       | ホンダ                     | 1時間01分11秒 |
| 46 | 2003年 | ジョン・カーニー       | トヨタ自動車               | 1時間02分08秒 |
| 47 | 2004年 | ジェームズ・ムワンギ   | NTN                        | 1時間01分28秒 |
| 48 | 2005年 | メクボ・ジョブ・モグス | 山梨学院大学               | 1時間01分28秒 |
| 49 | 2006年 | サイラス・ジュイ       | 日産自動車                 | 1時間01分16秒 |
| 50 | 2007年 | メクボ・ジョブ・モグス | 山梨学院大学               | 59分54秒      |
| 51 | 2008年 | メクボ・ジョブ・モグス | 山梨学院大学               | 1時間00分52秒 |
| 52 | 2009年 | ガトゥニ・ゲディオン   | 日清食品                   | 1時間00分39秒 |
| 53 | 2010年 | サイラス・ジュイ       | 日立電線                   | 1時間01分20秒 |
| 54 | 2011年 | サイラス・ジュイ       | 日立電線                   | 1時間01分47秒 |
| 55 | 2012年 | マーティン・マサシ     | スズキ浜松アスリートクラブ | 1時間01分35秒 |

### 女子
| 回 | 年     | 氏名                     | 所属               | 記録          |
| -- | ------ | ------------------------ | ------------------ | ------------- |
| 29 | 1986年 | 荒木久美                 | 京セラ             | 1時間15分31秒 |
| 30 | 1987年 | 浅井えり子               | 日本電気HE         | 1時間14分50秒 |
| 31 | 1988年 | 荒木久美                 | 京セラ             | 1時間13分30秒 |
| 32 | 1989年 | リサ・マーチン           | オーストラリア     | 1時間12分25秒 |
| 33 | 1990年 | リサ・ワイデンバック     | アメリカ合衆国     | 1時間12分54秒 |
| 34 | 1991年 | リサ・ワイデンバック     | アメリカ合衆国     | 1時間13分50秒 |
| 35 | 1992年 | 浅井えり子               | 日本電気HE         | 1時間12分20秒 |
| 36 | 1993年 | オルガ・アペル           | メキシコ           | 1時間10分38秒 |
| 37 | 1994年 | 谷川真理                 | 良品計画           | 1時間13分53秒 |
| 38 | 1995年 | 坂下奈穂美               | ワコール           | 1時間10分32秒 |
| 39 | 1996年 | 上林一美                 | ワコール           | 1時間09分40秒 |
| 40 | 1997年 | 市橋有里                 | 住友VISA           | 1時間11分03秒 |
| 41 | 1998年 | 市橋有里                 | 住友VISA           | 1時間11分45秒 |
| 42 | 1999年 | リディア・シモン         | ルーマニア         | 1時間08分51秒 |
| 43 | 2000年 | 高橋尚子                 | 積水化学           | 1時間09分10秒 |
| 44 | 2001年 | リディア・シモン         | ルーマニア         | 1時間09分46秒 |
| 45 | 2002年 | キャサリン・ヌデレバ     | ケニア             | 1時間08分57秒 |
| 46 | 2003年 | キャサリン・ヌデレバ     | ケニア             | 1時間08分23秒 |
| 47 | 2004年 | 大南博美                 | UFJ銀行            | 1時間08分45秒 |
| 48 | 2005年 | キャサリン・ヌデレバ     | ケニア             | 1時間09分24秒 |
| 49 | 2006年 | 野口みずき               | シスメックス       | 1時間08分14秒 |
| 50 | 2007年 | 野口みずき               | シスメックス       | 1時間08分22秒 |
| 51 | 2008年 | 加納由理                 | セカンドウィンドAC | 1時間08分57秒 |
| 52 | 2009年 | 中村友梨香               | 天満屋             | 1時間09分20秒 |
| 53 | 2010年 | 加納由理                 | セカンドウィンドAC | 1時間11分47秒 |
| 54 | 2011年 | フローレンス・キプラガト | ケニア             | 1時間10分29秒 |
| 55 | 2012年 | 伊藤舞                   | 大塚製薬           | 1時間10分52秒 |

## 運営
- 主催：北海道陸上競技協会・読売新聞社・札幌テレビ放送
- 後援：日本陸上競技連盟・北海道・札幌市・北海道教育委員会・札幌市教育委員会・北海道体育協会・報知新聞社

## 放送
- 札幌テレビ（年度によっては日本テレビ）をキーステーションに日本テレビネットワーク協議会（NNS）28局全国ネット・日曜13:30～14:55（テレビ大分を除く）
  - 1990年前半までは12:00～13:55に放送され、大会放送時は「TV JOCKEY」→「スーパーJOCKEY」は休止。12時台のローカル番組は休止か移動して放送した。
  - 2006年から、全映像ハイビジョン制作で放送されている。
- STVラジオでも北海道ローカルで実況生中継していた時期があった。

## 協賛
- 冠・女子ゼッケンスポンサーホクレン
- 男子ゼッケンスポンサー新光証券（現：みずほ証券）